# Rivière des Mille Îles
Rivière des Mille Îles (betyder ungefär "de tusen öarnas flod") är ett ungefär 40 km långt vattendrag vid Ottawaflodens sammanflöde med Saint Lawrencefloden i Kanada. Det ligger i närheten av staden Montréal i provinsen Québec. Rivière des Mille Îles börjar vid Lac des Deux Montagnes och rinner längs med norra sidan av Île Jésus ned till Saint Lawrencefloden.